# New South Wales Corps
Le New South Wales Corps (le bataillon de Nouvelle-Galles du Sud), appelé aussi The Rum Corps, a été créé en Angleterre en 1789 comme régiment permanent pour relever les troupes de marine qui avaient accompagné la First Fleet vers l'Australie. Le bataillon, dirigé par le major Francis Grose, se composait de trois compagnies. En raison de l'éloignement de l'affectation et de l'impopularité du poste, ce bataillon était formé d'officiers en demi-solde, de fauteurs de troubles, de soldats en liberté conditionnelle et de ceux ayant peu de perspectives d'avancements, qui voulaient démarrer une nouvelle vie dans la nouvelle colonie. Le bataillon de gardes commença à arriver avec la deuxième flotte en 1790. Le major Grose arriva à Sydney en 1792 pour en prendre le commandement et assumer le rôle de lieutenant-gouverneur de la colonie. Une quatrième compagnie fut levée avec les marins qui souhaitaient rester en Australie, compagnie commandée par le capitaine George Johnston, qui avait été aide de camp du gouverneur Arthur Phillip.

## Administration de la Nouvelle-Galles du Sud
Lorsque le gouverneur Phillip repartit en Angleterre en raison de son état de santé en décembre 1792, le major Francis Grose eut la colonie en charge. Grose abandonna immédiatement les méthodes de Phillip pour gouverner la colonie. Militaire zélé, il créa un règlement militaire et le fit appliquer pour garantir l'autorité du bataillon. Il abolit les tribunaux civils et plaça les magistrats sous l'autorité du capitaine Foveaux. Après les mauvaises récoltes de 1793, il diminua les rations de vivres des forçats, mais pas celles des soldats, oubliant la politique de Phillip de rations égales pour tous.
Pour améliorer la production agricole et rendre autonome la colonie, Grose laissa tomber l'agriculture collective et fit généreusement dons de terre aux officiers de son bataillon. Il leur fournit également des prisonniers nourris et vêtus par le gouvernement comme main-d'œuvre agricole qui cultivait des produits vendus ensuite aux Magasins du gouvernement.
En raison de sa mauvaise santé, Grose retourna en Angleterre en décembre 1794 et le capitaine William Paterson assuma le commandement jusqu'à l'arrivée du nouveau gouverneur, John Hunter en septembre 1795. Paterson avait obtenu ce poste avec l'appui du naturaliste Sir Joseph Banks car il s'intéressait aux sciences naturelles et qu'il explorerait le pays et recueillerait des échantillons pour Banks et la Royal Society. C'était un homme honnête mais assez faible et, même s'il essaya d'introduire certaines réformes, il fut incapable d'empêcher les officiers du bataillon de consolider leur richesse et leur pouvoir.

## Le trafic de rhum
Grose avait également assoupli l'interdiction de Phillip sur le commerce de rhum (un terme générique utilisé pour tous les alcools fabriqués généralement à base de céréales), habituellement en provenance du Bengale. La colonie, comme beaucoup de territoires britanniques de l'époque, était à court de pièces, aussi le « rhum » était devenu rapidement un moyen d'échange. Les officiers étaient en mesure d'utiliser de leur position et de leur richesse pour acheter tout le rhum importé et l'échanger ensuite contre des biens et du travail à des taux très favorables, ce qui valut ainsi au bataillon le surnom de « Corps du Rhum ». En 1793, des alambics furent importés et les céréales utilisées pour faire du rhum, ce qui aggrava la pénurie en céréales.
Le gouverneur Hunter tenta en vain d'utiliser les soldats pour surveiller les importations de rhum et empêcher les officiers d'en acheter. Les tentatives pour arrêter l'importation furent également contrariées par le refus d'autres gouvernements de coopérer et un navire danois affrété par les officiers importa une importante cargaison de rhum d'Inde. Hunter essaya également de créer une banque publique avec des marchandises venues d'Angleterre pour concurrencer et stabiliser le prix des marchandises mais Hunter n'était pas un bon chef d'entreprise et les arrivées de fournitures étaient trop erratiques. Hunter demanda un plus grand contrôle sur les marchandises exportées aux autorités anglaises et la création d'une taxe sur le rhum. Il émit également une ordonnance limitant la quantité de main-d'œuvre pénale que les agents pouvaient utiliser, mais là encore, il n'eut pas les moyens de la faire appliquer. Hunter se heurta vigoureusement aux officiers du Corps qui distribuèrent des brochures et des pamphlets à son encontre. John MacArthur écrivit au gouvernement anglais pour accuser Hunter d'inefficacité et de commerce illégal de rhum. Hunter fut prié de se justifier par le ministre des Colonies et peu après rappelé pour incompétence. De retour en Angleterre, Hunter fit pression en vain pour obtenir la réforme et le rappel du Corps.
En 1799, Paterson, devenu lieutenant-colonel, revint d'Angleterre avec ordre d'éliminer le trafic du rhum par les officiers. En 1800, il inculpa le major Johnston, qui avait également servi comme aide-de-camp de Hunter, pour avoir payé partiellement un sergent avec du rhum à un prix exorbitant. Johnston affirma qu'il était injustement persécuté et exigea d'être envoyé en Angleterre pour être jugé. Les tribunaux anglais estimèrent que les affaires coloniales n'étaient pas de leur compétence et, comme toutes les preuves et témoins étaient à Sydney, que tout le procès devrait se tenir là. Ils décidèrent également que, comme aucune cour martiale ne pouvait être constituée à Sydney, aucune mesure ne pourrait être prise à l'encontre de Johnston. Le nouveau gouverneur Philip Gidley King, se rendant compte qu'en dehors de Paterson tous les officiers se livraient au trafic de rhum, permit à Johnston de reprendre ses fonctions.
King poursuivit les efforts de Hunter pour empêcher le trafic du rhum par l'armée. Il obtint le droit de prélever une taxe sur l'alcool et les Douanes exigèrent de tous les navires un dépôt de caution qui restait acquis si le navire avait désobéi aux ordres du gouverneur qui comprenait l'interdiction de débarquer plus de 500 gallons de rhum. King incita également les importateurs et les négociants privés à ouvrir une brasserie au public en 1804 et présenta une échelle de valeurs pour les pièces indiennes et espagnoles qui furent utilisées comme monnaie locale mais il y eut un grave problème de maintien des pièces de monnaie dans la colonie, bien qu'elles y aient une valeur supérieure à leur valeur nominale. Les actions de King ne furent pas totalement efficaces, mais il s'attira lui aussi les foudres des officiers du Corps, et, comme Hunter, il fit l'objet de pamphlets et d'attaques. King essaya, sans succès de traduire les officiers responsables en cour martiale. Il avait demandé depuis mai 1803 à être remplacé et, finalement, William Bligh fut nommé à sa place en 1805.
Même si l'économie s'était développée et diversifiée à partir de 1806 le trafic continuait, le nouveau gouverneur arriva déterminé à faire rentrer le Corps, et en particulier Jean Macarthur, dans le rang et à arrêter ses opérations avec le rhum. Cela aboutit à la Rébellion du Rhum, à la destitution du Bligh et finalement au rappel du Corps.
Le lieutenant-colonel Foveaux permit au Corps de continuer son commerce pendant l'interrègne malgré les protestations des colons, estimant que la libéralisation du commerce réduirait les problèmes.
Le gouverneur Lachlan Macquarie put mieux contrôler le commerce du rhum, introduisant et faisant appliquer un système de taxes. Toutefois, il fut encore forcé de payer avec du rhum des travaux publics en raison d'un manque de devises. Ainsi, la construction de l'hôpital de Sydney a été entièrement financée par l'octroi d'un monopole sur l'importation de rhum aux contractants et en faisant interdire par la troupe tout débarquement de rhum ailleurs qu'au niveau du quai de l'hôpital. Ce partenariat public-privé, qui fit augmenter le prix du rhum, fut très impopulaire et mit fin à de telles transactions pendant un certain temps.
En 1813, Macquarie réussit finalement à établir une monnaie stable avec des pièces qui circulèrent dans la colonie. Il acheta des dollars espagnols en Amérique et les perça en leur milieu afin de créer le dollar Holey, d'une valeur de 5 shillings, la partie centrale étant utilisée comme pièce de 15 centimes. En 1819, le gouvernement britannique légalisa la distillation d'alcool et le trafic de rhum cessa progressivement d'être un problème.

## La bataille de Vinegar Hill
Le comportement militaire du Corps fut meilleur que ce qu'on aurait pu s'y attendre. En 1802, King en fit l'éloge en déclarant: « les plus grands disciplines et respects des ordres ont constamment prévalu parmi les sous-officiers et les soldats. »
La seule intervention du corps en Nouvelle-Galles du Sud fut la bataille de Vinegar Hill (nom donné d'après une révolte en Irlande). Le 4 mars 1804, tard le soir, 266 rebelles irlandais s'emparèrent d'une propriété du gouvernement à Castle Hill, s'emparèrent de mousquets et de piques et voulurent mettre à sac Parramatta. Le major Johnston alla avec 29 soldats du Corps au cours d'une marche forcée d'une nuit jusqu'à Parramatta puis, le lendemain, avec 50 miliciens, il poursuivit les rebelles qui se dirigeaient vers Windsor. Après avoir rejoint les rebelles, Johnston s'empara des meneurs qui avaient refusé de se rendre, et les troupes mirent rapidement fin à la révolte. Le gouverneur King félicita vivement le major Johnston pour son action.

## 102eRégiment
En 1809, après la Révolte du rhum, le New South Wales Corps fut versé dans le 102e Régiment de fantassins et rappelé en Angleterre. Quelques-uns de ses officiers et soldats en poste depuis longtemps furent transférés au 73e régiment de Macquarie, environ 100 anciens combattants et invalides furent gardés pour le service de garnison de Nouvelle-Galles du Sud. Bien que sous utilisée par la suite, l'unité a survécu jusqu'en 1823. Certains agents ont été autorisés à prendre leur retraite et cultiver leurs terres, mais le gros des troupes a été renvoyé en Angleterre. Le colonel Paterson, l'ancien capitaine Paterson, est mort en Afrique du Sud sur le chemin du retour.
En Angleterre, la plupart des rapatriés ont été affectés à des bataillons de vétérans ou de garnison, la plupart des officiers se retrouvant dans le 8e Bataillon royal des vétérans. Le régiment a été reconstitué avec de nouvelles recrues et a ensuite occupé divers postes à travers le Royaume-Uni: Horsham en 1811 et Guernesey en 1812. En 1812, le régiment a été envoyé aux Bermudes, puis en Nouvelle-Écosse. Dans la guerre anglo-américaine de 1812, il prit part à des raids par voie maritime le long de la côte atlantique des États-Unis et à d'autres actions contre les Américains et participa à l'occupation britannique du nord du Maine. Des détachements du Régiment sont restés des deux côtés de la frontière entre la colonie britannique du Nouveau-Brunswick et l'État américain du Maine après la fin de la guerre en décembre 1814, sur Moose Island, dans le Maine actuel, aux États-Unis. Une description vivante de la vie de garnison sur l'île Moose se trouve dans Coastal Fort de David Zimmerman et, dans une moindre mesure, Borderland Smuggling de Joshua Smith.
Après la fin des guerres contre la France napoléonienne et les États-Unis, l'armée britannique dissout de nombreuses unités dans un souci d'économie. Le 102e Régiment est devenu le 100e Régiment d'infanterie en 1816. Il a fait partie des dernières troupes britanniques à occuper les États-Unis; les derniers détachements sont retournés à la caserne de Chatham, en Angleterre, où le régiment a été dissous le 24 mars 1818.
Le gouvernement, ne sut trop que faire de ses anciens soldats, certains se virent offrir la chance de reconstituer le New South Wales Corps comme unité de garnison. Ils arrivèrent à Sydney en juillet 1826 et furent placés sous le commandement du colonel Dumaresq. En 1829, les Royal New South Wales Veterans Companies ou Veterans Corps comptaient environ 150 hommes affectés dans différents postes en Nouvelle-Galles du Sud, sur l'île de Norfolk et en Tasmanie. Il a finalement été dissout le 1er avril 1833.
Tout au long de son existence, le régiment a reçu un certain nombre de surnoms liés à son affectation en Nouvelle-Galles du Sud: Botany Bay Rangers, Rum Puncheon Corps ou Rum Corps, Condemned Regiment.

### Source
- (en) Cet article est partiellement ou en totalité issu de l’article de Wikipédia en anglais intitulé « New South Wales Corps » (voir la liste des auteurs).

## Pour approfondir
- (en) David Zimmerman, Coastal Fort: A History of Fort Sullivan Eastport, Maine. Border history fathom series, no. 3. Eastport, Moose Island, Me: Research Committee, Border Historical Society, 1984.
- (en) Joshua M. Smith, Borderland smuggling patriots, loyalists, and illicit trade in the Northeast, 1783-1820, Gainesville, University Press of Florida, 2006, 160 p. (ISBN 978-0-8130-2986-3 et 0813029864, présentation en ligne)